# Сражение при Буэна-Висте
Сражение при Буэна-Висте (англ. Battle of Buena Vista), также известное как Битва Ангостура, — сражение Северомексиканской кампании во время Американо-мексиканской войны, в ходе которого американская армия, заняв оборонительную позицию, смогла отразить атаку численно превосходящей армии генерала Санта-Анны. Это было последнее сражение генерала Закари Тейлора и первое сражение войны, в котором войсками командовал лично Санта-Анна. Мексиканский командующий знал, что часть армии Тейлора перебрасывается к Веракрусу, и при Тейлоре остаётся всего несколько тысяч человек. Санта-Анна рассчитывал собрать армию численностью около 20 тысяч человек, разбить Тейлора, после чего уйти к Веракрусу и разгромить армию генерала Скотта. Однако его армия понесла большие потери во время марша по пустыням северной Мексики, а американцы заняли выгодную позицию у ранчо Буэна-Виста. Состояние армии не позволяло Санта-Анне победить противника маневрированием, и он принял решение атаковать американцев незамедлительно. В ходе сражения мексиканцам удалось потеснить левый фланг Тейлора, занять господствующие высоты и прорваться в тыл противника, и в какой-то момент генерал Вул уже считал сражение проигранным, но в критический момент артиллерийская батарея Брэкстона Брэгга переломила ход сражения, и мексиканская атака была отбита. Испытывая недостаток продовольствия и боеприпасов, Санта-Анна начал отступление, которое также нанесло большой урон мексиканской армии.

## Предыстория
В ноябре 1846 года американское командование решило организовать наступление на Мехико со стороны Веракруса, и 18 ноября генерал Уинфилд Скотт был назначен командующим этой операцией. Было решено приостановить наступление в северной Мексике. 25 ноября Скотт написал генералу Тейлору, что ему придётся забрать основную часть его армии, и предложил встретиться в Камарго. 27 декабря Скотт прибыл на остров Бразос. Тейлор тем временем получил его письмо, но не стал на него сразу отвечать и не отправился в Камарго, а выступил маршем на Викторию, чтобы оказаться как можно дальше от Скотта. 3 января 1847 года последний поручил генералу Батлеру собрать необходимые войска в устье реки Рио-Гранде. Несмотря на все тактичные письма Скотта, Тейлор был взбешён его решениями. Он решил, что Скотт интригами добился должности главнокомандующего, пообещав президенту Полку лишить Тейлора шанса на победу в президентских выборах. Генерал говорил, что его предали, и винил во всём Скотта и президента. 14 января армию Тейлора покинула дивизия Уорта, а 16 января — дивизия Паттерсона.
В конце января несколько американских кавалерийских отрядов попали в плен к мексиканцам к югу от Сальтильо, и Тейлор решил 2 февраля перенести свой штаб из Монтеррея в этот город, а 5 февраля переместил его ещё южнее. Скотт советовал ему оставить Сальтильо, но Тейлор полагал, что выгоднее принять бой с мексиканцами именно здесь. В случае победы американцев противнику пришлось бы отступать 300 миль через пустыню. Если же принять бой у города Монтеррей, то мексиканцы смогут отступить в Сальтильо и оттуда продолжать угрожать американским позициям.

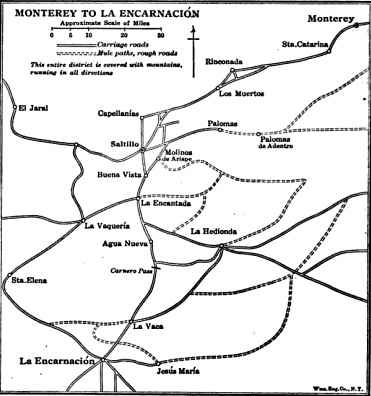
Буэна-Виста и окрестности

Между тем генерал Санта-Анна ещё летом 1846 года вернулся из изгнания в Мексику, принял командование армией и отправился в Монтеррей. Уже покинув Мехико, он узнал о падении города — цели своего назначения. 14 октября Санта-Анна прибыл в Сан-Луис-де-Потоси, отстранил от командования генерала Ампудью и начал набирать армию. В середине января 1846 года в его руки попало письмо Скотта генералу Тейлору от 3 января, из которого Санта-Анна узнал, что основная часть армии Тейлора уходит к Веракрусу и что остаётся лишь небольшой отряд волонтёров. Эта информация придала Санта-Анне уверенности.
28 января мексиканская армия, численностью около 20 тысяч человек, начала наступление: первыми начали марш обозы, затем 29 января 1-я дивизия, затем 30 января 2-я дивизия, и 31 января начала марш 3-я дивизия. 2 февраля Сан-Луис покинул штаб армии. Ещё 24 декабря мексиканский Конгресс объявил Санта-Анну временным президентом Мексики, и оппозиция стала обвинять его в медлительности и бездействии, поэтому генерал начал марш ещё до полной готовности армии.
Марш от Сан-Луиса до финальной точки (Энкарнасьон) был исключительно тяжёлым. Время от времени шёл дождь, несколько дней подряд дул северный ветер, такой холодный, что многие солдаты умерли от переохлаждения. В армии росло дезертирство, и в целом за время марша Санта-Анна потерял около четырёх тысяч человек. 17 февраля передовая дивизия генерала Франсиско Пачеко вошла в Энкарнасьон, 18 февраля пришла дивизия Ломбардини, 19 февраля — дивизия Ортеги. 20 и 21 февраля пришли кавалерийские бригады Торрехона и Хуверы. На смотре выявилось, что из 18 тысяч человек, фактически выступивших из Сан-Луиса, до Энкарнасьона дошли только 14 тысяч. Американское командование уже узнало о концентрации мексиканской армии и для дополнительной информации выслало группу разведчиков. Во время одного такого рейда в плен попал лейтенант Самуэль Стёрджис.
Генерал Тейлор находился в Агуа-Нуэва, где его позиции легко можно было обойти, поэтому в полдень 21 февраля он отступил на 11 миль назад, к Буэна-Висте. Тейлор поручил генералу Вулу командование армией на позиции у Буэна-Висты, а сам с эскортом из эскадрона драгун Мэя и Миссисипского винтовочного полка Дэвиса отправился укреплять Сальтильо. Полк арканзасской кавалерии полковника Йелла был оставлен в Агуа-Нуэва для охраны вывозимого имущества, а позже ему в помощь были направлены эскадроны Маршалла и Стина.
Отступление Тейлора потом вызвало много вопросов и критики. Если позиция была так плоха, то почему армия изначально на ней оказалась? Отступление утомило солдат и понизило их боевой дух. Кроме того, Тейлор оставил хорошо изученную позицию и вынуждал армию принять бой на другой, совершенно ей не знакомой. В Агуа-Нуэва он мог принять бой, вынуждая мексиканцев сражаться на самом краю пустыни, теперь же он утрачивал это преимущество.
21 февраля в 11:00 мексиканская армия покинула Энкарнасьон, рассчитывая застать американцев врасплох у Агуа-Нуэва. Впереди шёл лёгкий корпус Ампудьи, затем сапёрный батальон, за ним батарея из трёх 16-фунтовых орудий, потом дивизия Пачеко, потом батарея из пяти 12-фунтовых орудий, дивизия Ломбардини, батарея из пяти 8-фунтовых орудий, дивизия Ортеги, затем обозы и кавалерия. Санта-Анна находился в авангарде. Прибыв утром 22 февраля в Агуа-Нуэва, мексиканцы нашли там сожжённые повозки и множество уничтоженного продовольствия. Всё говорило о том, что противник поспешно отступает. Известия о появлении мексиканцев в Агуа-Нуэва дошли до генерала Вула в 8:00, и он решил принять бой в ущелье Ангостура, и сразу отправил туда два орудия батареи Вашингтона. В 9:00 он отправил туда все остальные подразделения своей армии.

### Позиция американской армии
Поле боя представляло себе долину шириной примерно 3 километра между двумя хребтами гор Сьерра-Мадре. По долине проходила дорога Сальтильо — Матеуала, с западной стороны которой протекала речка с высокими берегами. К западу от реки и дороги местность круто поднималась к горам и была изрезана оврагами, непроходимыми для пехоты и кавалерии. На восток местность поднималась к горам более полого и представляла собой плато, разрезанное на три части двумя оврагами: Длинным оврагом и Широким оврагом. Местность была такова, что не позволяла эффективно использовать кавалерию и артиллерию.
8 орудий 4-го артиллерийского полка (батарея Джона Вашингтона) встали прямо на дороге. Левее на небольшом хребте встали 1-й Иллинойсский полк полковника Джона Хардина и 2-й Иллинойсский полк полковника Уильяма Бисселла. Кавалерийские полки Йелла и Маршалла прикрывали левый фланг. Остальные части стояли в резерве: 2-й и 3-й Индианские полки, Миссисипский винтовочный, 1-й и 2-й драгунские полки, батареи Шермана и Брэгга. 2 роты 1-го Иллинойсского находились под командованием подполковника Уильяма Уитерфорда и занимали позицию на высотах правее батареи Вашингтона. Тейлор (вернувшийся из Сальтильо) и Вул объехали позицию армии, напомнив солдатам, что этот день — день рождения Джорджа Вашингтона.

### Переговоры
Когда Санта-Анна с передовым отрядом подошёл к ущелью Ангостура, американцы ещё не были готовы к обороне, и у мексиканского генерала был шанс захватить позицию с налёта, но он решил не идти на лишний риск. Более того, Санта-Анна опасался, что американцы атакуют его авангард и разобьют его до подхода основных сил, поэтому он решил выиграть время: в 11:00 он отправил главного медика армии, дона Педро Вандер-Линдена, на встречу с Тейлором. Вандер-Линден передал генералу предложение капитуляции.

— Лагерь в Энкантада, 22 февраля 1847 года.

Вас окружили 20 тысяч человек, и у вас нет никакой возможности избежать участи быть разгромленным и разбитым на куски с вашей армией, но так как вы заслуживаете уважения, я хочу избавить вас от катастрофы и для этого делаю это предложение о капитуляции с уверением, что с вами будут обращаться так, как это свойственно мексиканскому характеру, и для этого вам даётся час на размышления, начиная с этого момента, когда мой парламентёр прибыл в ваш лагерь. С уверением в своём особенном уважении. «Бог и свобода!»
Оригинальный текст (англ.)— Camp at Encantada, February 22, 1847.
 
You are surrounded by 20,000 men, and cannot in any human probability avoid suffering a rout and being cut to pieces with your troops, but as you deserve consideration and particular esteem, I wish to save you from a catastrophe, and for that purpose give you this notice in order that you may surrender at discretion, under the assurance that you will be treated with the consideration belonging to the Mexican character, to which end you will be granted an hour's time to make up your mind, to commence from the moment when my flag of truce arrives in your camp. With this view, I assure you of my particular consideration. «God and Liberty!» .
— 
На это письмо Тейлор ответил: «Сэр, в ответ на ваше сегодняшнее обращение с предложением капитуляции я вынужден сообщить, что отклоняю ваше предложение. С величайшим уважением остаюсь ваш покорный слуга».

## Сражение

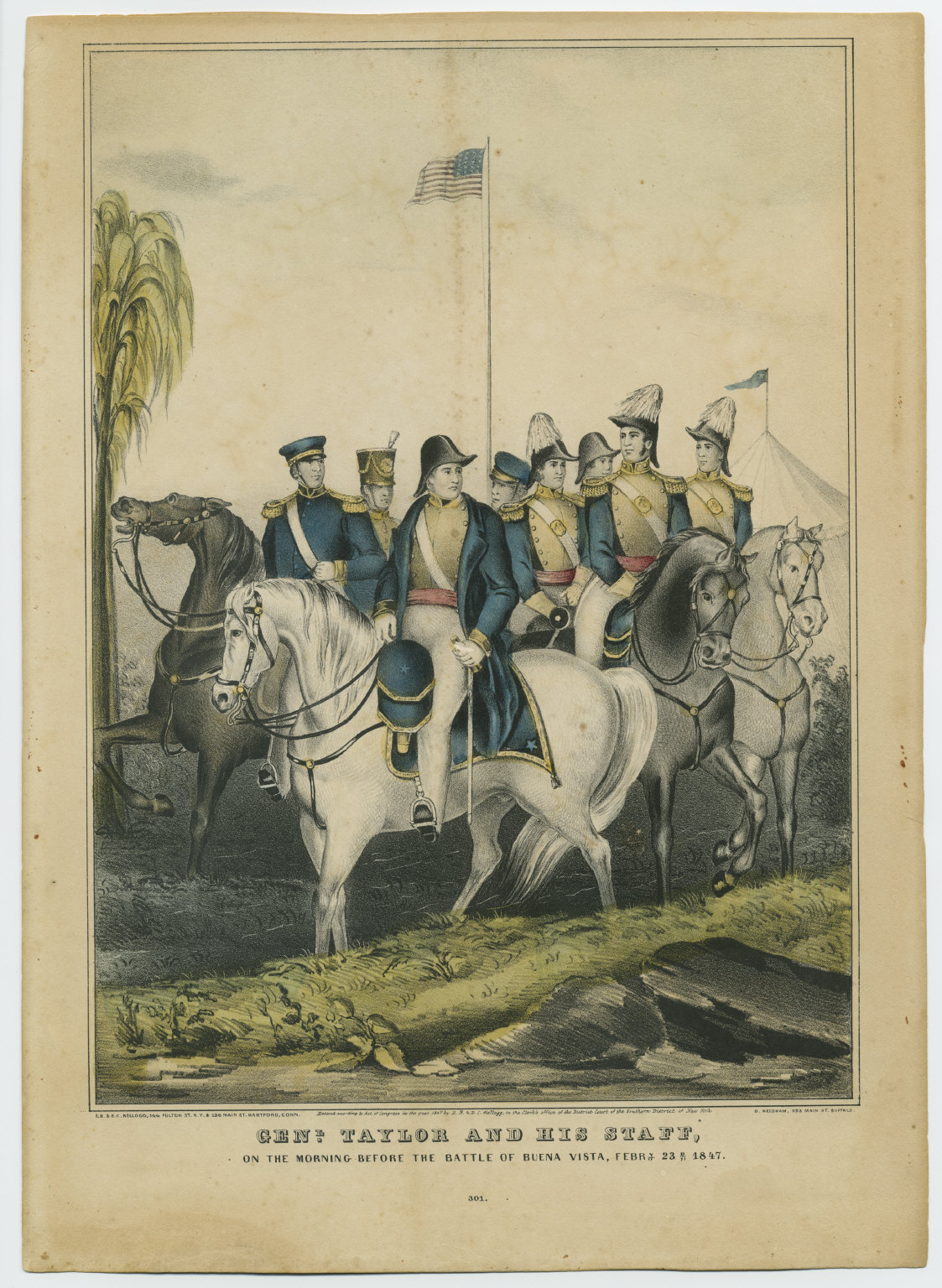
Тейлор и его штаб утром перед сражением. Лит. Kellogg Brothers

После окончания переговоров Санта-Анна некоторое время ждал, пока его последние батальоны прибудут на поле боя, затем разместил свою армию на позиции. Он заметил, что американцы оставили без охранения высоту к востоку от их левого фланга, и решил занять её, чтобы затем наступать вниз по отрогу, во фланг противнику, между Длинным и Широким оврагами. 4 батальона лёгкой пехоты генерала Ампудьи он отправил занять высоты, а бригаду Томаса Мехия послал против правого фланга противника в качестве отвлекающего манёвра. Заметив выдвижение Мехия, американское командование выдвинуло на правый фланг батарею Брэгга и 2-й Кентуккийский полк полковника Уильяма Макки. В то же время, заметив выдвижение пехоты Ампудьи, им навстречу выдвинулся полк кентуккийской кавалерии Хамфри Маршалла, численностью около 225 человек. Формально полк был верховым, но сражался в пешем строю. Вскоре после 15:00 завязалась перестрелка между передовыми частями. Перестрелка тянулась до темноты, и в итоге мексиканцы овладели высотами.
Для прикрытия своего правого фланга американское командование выдвинуло туда три орудия (из батареи Вашингтона), которыми командовали лейтенанты Брайан, Дариус Кауч и Джон О’Брайан. Последний принял общее командование орудиями. Рядом встал 2-й Индианский полк полковника Уильяма Боулса.
В ходе вечерней перестрелки американцы потеряли всего несколько человек ранеными. Мексиканские потери были выше, но мексиканцы достигли ощутимого успеха: заняли господствующую высоту. Обе армии провели ночь на позициях, без палаток, не разжигая огня, несмотря на холодную погоду. Тейлор ещё вечером узнал, что около Сальтильо появился крупный мексиканский отряд, поэтому взял с собой драгун Мэя и полк Дэвиса и отправился в Сальтильо, чтобы разобраться с ситуацией. Однако разведка, проведённая лейтенантом Уильямом Франклином, выявила, что мексиканский отряд — это всего 1500 кавалеристов генерала Миньона, которых Санта-Анна отправил для перехвата отступающего противника. Тейлор оставил в Сальтильо 4 иллинойсские роты, две гаубицы и две роты миссисипцев Дэвиса и к утру вернулся в Буэна-Висте. За время его отсутствия солдаты полка Хардина вырыли ров перед позициями батареи Вашингтона на основной дороге.
Утром Санта-Анна провёл перестановки на своей позиции. 3-я пехотная бригада Томаса Мехия была переведена с левого фланга на правый. Прямо на дороге встали инженерные батальоны полковника Сантьяго Бланко. Правее (в центре позиции) встала дивизия Пачеко, справа от неё — дивизия Ломбардини. Ещё правее и немного в тылу стояла резервная дивизия Ортеги.

### Сражение 23 февраля

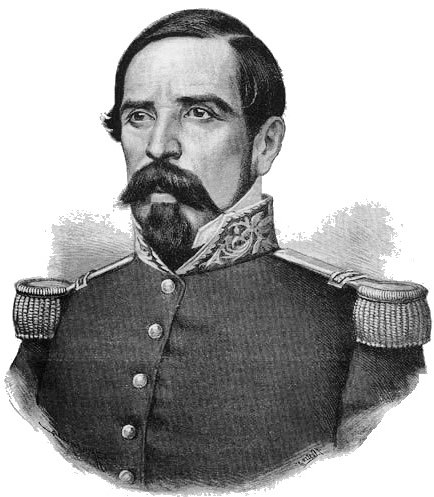
Генерал Ломбардини

На рассвете мексиканская пехота начала наступление через овраги на плато, где стоял левый фланг армии Тейлора. Лёгкая пехота Ампудьи начала выдвижение в обход американского фланга. Тейлор также произвёл перестановки: 6 рот 2-го Иллинойсского были переведены на левый фланг, левее встала 12-фунтовая гаубица лейтенанта Фрэнча и 6-фунтовое орудие лейтенанта Джорджа Томаса.
Пехота полковника Бланко начала наступление колонной прямо по дороге и первой попала под огонь артиллерии Вашингтона. Несмотря на потери от артиллерийского огня, мексиканцы приблизились на дистанцию шрапнельного залпа, и в этот момент потери стали так велики, что Санта-Анна приказал остановиться и отступить в низину, где артиллерия не могла их достать. В это время майор Мансфилд заметил приближение дивизии Пачеко, сообщил генералу Джозефу Лэйну, и тот выдвинул вперёд три орудия О’Брайана и 2-й Индианский полк Боулса, которые вступили в перестрелку с дивизией Пачеко. Бой шёл около 25 минут, и в итоге индианский полк понёс большие потери и обратился в бегство, увлекая за собой часть арканзасцев Йелла. Сам полковник Боулс не покинул поле боя, а подобрал мушкет и присоединился к миссисипскому полку Дэвиса. Генерал Лэйн был взбешён бегством полка и впоследствии требовал трибунала для Боулса, но Тейлор отказал ему.
Батарея О’Брайана осталась без пехотного прикрытия. Лейтенант вёл огонь двойной картечью с близкого расстояния, но вскоре понял, что необходимо отступать, и артиллеристы стали откатывать орудия назад, одновременно продолжая вести огонь. Одно 4-фунтовое орудие лишилось всех лошадей и артиллеристов, и его пришлось оставить на позиции. Отступление артиллерии открыло фланг 2-го Иллинойсского полка, и полковник Бисселл был вынужден скомандовать отход, который был проведён в полном порядке. Полк Маршалла в результате оказался почти окружён. Маршалл начал отход, отбиваясь от мексиканской кавалерии, и сумел провести своих людей 3 мили до Буэна-Висты. Некоторые бежали в Сальтильо, крича, что всё потеряно.

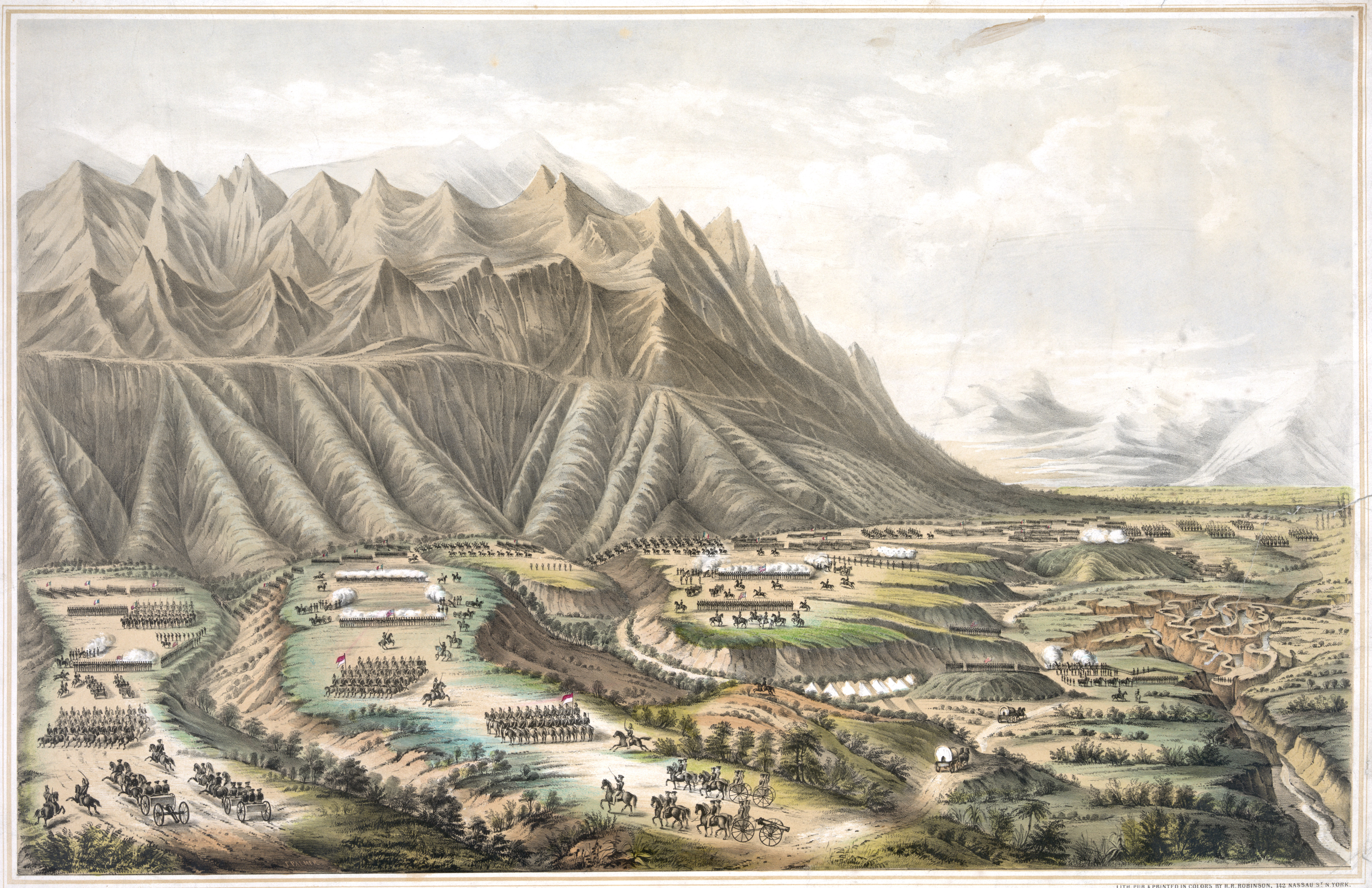
Сражение при Буэна-Висте. Лит. Г. Робинсона

Наступил переломный момент сражения. Для усиления центра (на плато) туда был переброшен с правого фланга 2-й Кентуккийский полк, который встал правее батареи Шермана (3 орудия). Левее Шермана встали два орудия батареи Брэгга. Позицию держали также 6 рот полка Бисселла и 4 роты полка Хардина, переброшенные из Ангостуры. Теперь центр держался, но весь левый фланг рухнул, и путь в тыл армии Тейлора был открыт. Тейлор только что вернулся в Буэна-Висту из Сальтильо. Он увидел, как мексиканская армия спускается с высот к Буэна-Виста и отправил им навстречу 8 рот миссисипского полка Дэвиса с орудием лейтенанта Чарльза Килберна. Сам же он с драгунами Мэя прибыл в ставку Вула. Вул доложил, что на правом фланге всё в порядке, но левый фланг опрокинут. По свидетельству лейтенанта Роберта Гарнетта, Вул сказал: «Генерал, мы разбиты», на что Тейлор ответил: «Это мне решать».
В это время миссисипский полк полковника Джефферсона Дэвиса выдвигался навстречу мексиканцам. Генерал Вул встретил Дэвиса и пообещал ему подкрепления. Навстречу Дэвису двигалась лёгкая пехота генерала Ампудьи, прикрытая с флангов кавалерией. Генерал Вул потом оценил численность бригады Ампудьи в 4000 человек. Миссисипцы подпустили противника поближе и дали винтовочный залп, затем перешли овраг, сблизились с мексиканцами и дали второй залп с расстояния в 60 метров. Этот залп расстроил ряды мексиканцев, и они стали отступать, расстраивая ряды второй линии. Кавалерия попыталась атаковать миссисипцев с фланга, но те перестроились и дали по кавалеристам залп, когда те поднимались из оврага.
Примерно в это время большой отряд мексиканской кавалерии обошёл позицию Дэвиса и прорвался к дороге Буэна-Виста — Сальтильо, где стояли отряды Йелла и Маршалла (на позиции левее миссисипцев). Тейлор заметил это и послал на помощь 6 кавалерийских рот под общим командованием Мэя. 3-й Индианский полк в это время пришёл на усиление Дэвиса, а Вул, Лэйн и другие офицеры пытались навести порядок в рядах бегущих и вернуть их в бой. Им удалось собрать 200 человек 2-го Индианского и присоединить их к миссисипцам Дэвиса.
К этому моменту боя мексиканская армия окружала американскую армию полукольцом с преимуществом на всех участках, и если бы Санта-Анна атаковал одновременно всеми частями, у него были хорошие шансы на успех. Однако он атаковал на отдельных участках, что позволяло Тейлору перебрасывать подразделения на наиболее опасные направления. В ходе одной из таких попыток Санта-Анна бросил в атаку уланскую бригаду под личным командованием Торрехона. Они атаковали позицию Йелла и Маршалла на левом фланге американской армии. Соотношение сил было примерно 1000 атакующих против 450 американцев, и Йелл и Маршалл были отброшены к самой асьенде Буэна-Виста. Арчибальд Йелл погиб во время этой атаки. Однако и в этот раз мексиканцам не удалось прорваться.
Тогда Санта-Анна бросил в бой вторую кавалерийскую бригаду при поддержке пехоты. Они были брошены на участок между плато и асьендой, где стоял миссисипский полк Дэвиса и 2-й Индианский полк Лэйна при поддержке 12-фунтовой гаубицы Шермана. Дэвис стоял на 500 метров позади той позиции, что он занимал во время атаки генерала Ампудьи. Два полка были поставлены углом: миссисипцы фронтом на юго-восток, а индианцы фронтом на северо-восток. Кавалерия атаковала вниз по склону сомкнутыми рядами, но внезапно замедлила ход, а затем остановилась прямо в зоне поражения мушкетного огня. Американцы открыли огонь, и кавалерия в беспорядке отступила назад к горам. Кавалерия Мэя и два орудия Рейнольдса при этом выдвинулись вперёд и атаковали правый фланг отступающих.
Ситуация на поле боя начала меняться в пользу американцев. Санта-Анна отправил штабного офицера к Тейлору, чтобы узнать его намерения. Тейлор приказал прекратить огонь и отправил Вула на переговоры, но мексиканская артиллерия продолжала вести огонь, Вул не смог ни с кем встретиться, и перемирие было отменено.

### Финальная атака

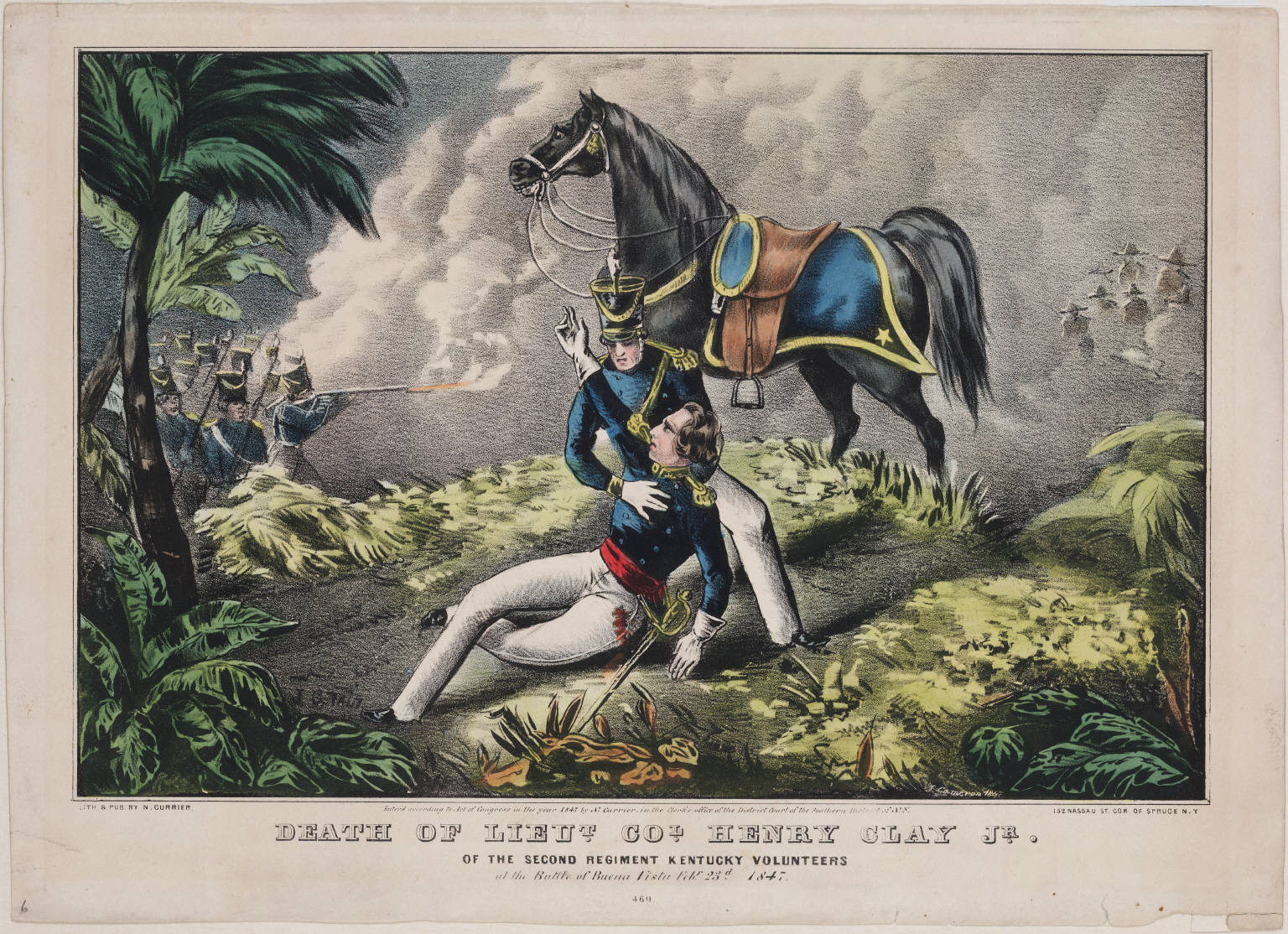
Смерть Генри Клея-младшего. Лит. Н. Карриера

Санта-Анна решил предпринять последнюю решительную попытку и стал стягивать свою армию для атаки американского центра на плато. Командование атакой было поручено генералу Франсиско Пересу. В это время (около 16:00) на плато находились три полка: 1-й Иллинойсский Хардина, 2-й Иллинойсский Бисселла и 2-й Кентуккийский Макки. Они в это время как раз шли вперёд с полком Хардина в авангарде, предполагая, что атакуют ослабленного противника. Все три полка попали под мексиканскую атаку с фронта и левого фланга и оказались под угрозой окружения. Прозвучал приказ отступать. Во время этого отступления погиб полковник Джон Хардин, полковник Уильям Макки и подполковник Генри Клей-младший, сын сенатора Генри Клея. Мексиканская кавалерия попыталась отрезать отступающим пути отхода, но батарея Вашингтона, в данный момент под командованием Дариуса Кауча, открыла по ним огонь шрапнелью, вынудила отступить и тем спасла отходящие полки.
Ситуация была критическая, всё решали минуты, и у мексиканской армии были все шансы на успех. Тейлор появился на плато именно в этот момент и обнаружил, что между ним и наступающими мексиканцами стоят только три орудия под командованием Томаса и О’Брайана. Полки Дэвиса и Лэйна шли на помощь, но были ещё далеко. «О’Брайан, Томас и главнокомандующий — вот и всё, что осталось на плато», — писал по этому поводу Уилкокс. К этому моменту О’Брайан и Томас потеряли почти всех своих лошадей, но продолжали вести огонь картечью, почти не целясь. О’Брайан сделал свой последний выстрел, когда мексиканцы были всего в нескольких метрах от его орудий. Первым на плато успел прийти Брэкстон Брэгг со своей батареей, которую он развернул, рискуя потерять орудия, без всякого пехотного прикрытия. Тейлор писал в рапорте, что мексиканцы были в нескольких метрах, но первый залп Брэгга остановил их, а второй и третий обратили в бегство «и тем спасли день». Миссисипцы Дэвиса вскоре подошли к нему на помощь и вместе с Брэггом некоторое время преследовали отступающих мексиканцев. Здесь Дэвис получил пулевое ранение в ногу.

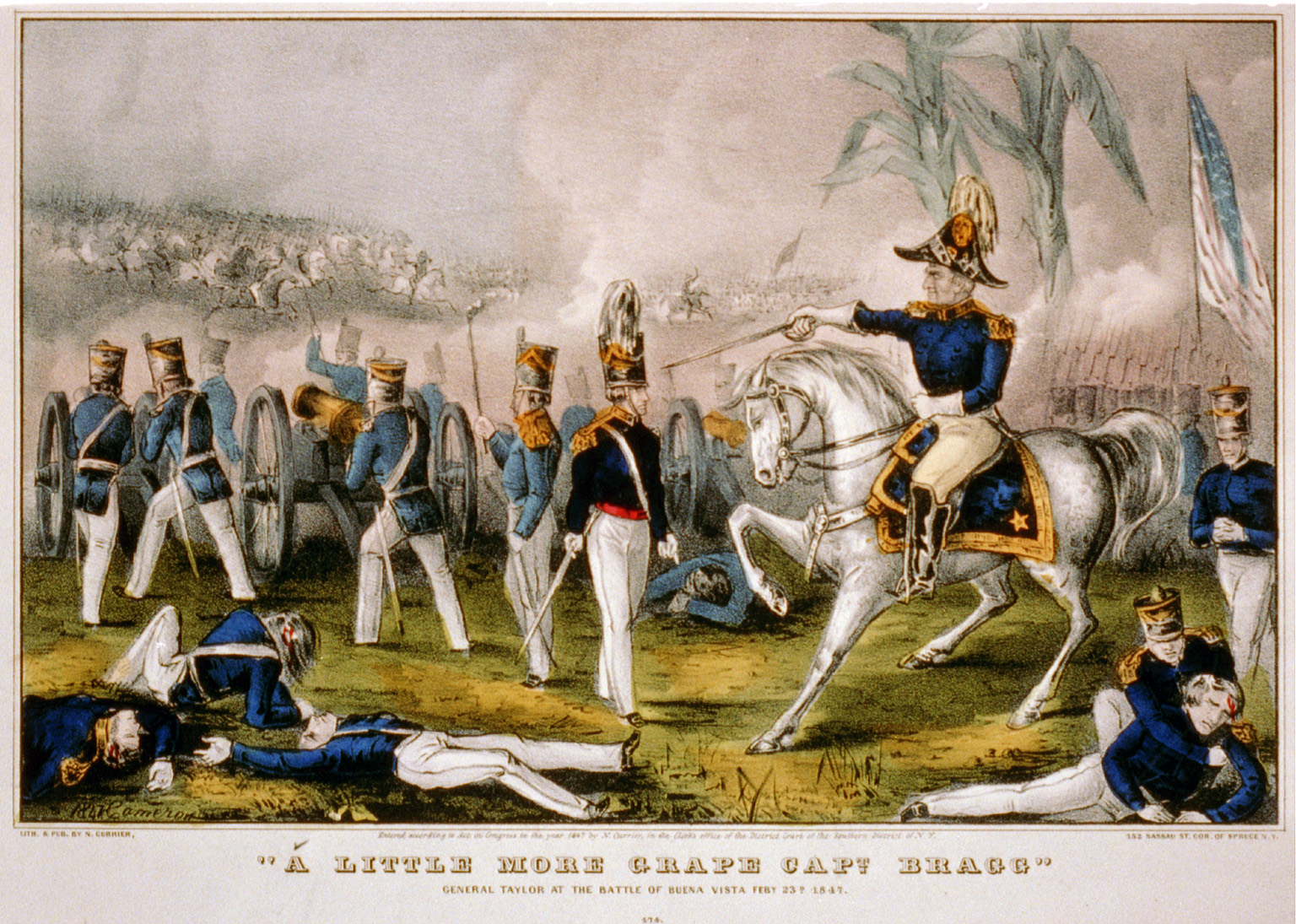
«Побольше шрапнели, капитан Брэгг!» Лит. Н. Карриера

Газета Delta писала 31 марта 1847 года, что когда Брэгг появился на плато, он спросил Тейлора, что ему делать. «Дайте им шрапнели, Брэгг, — побольше шрапнели», — ответил Тейлор. Генерал С. Чемберлен потом вспоминал, что командующий сказал: «Двойной заряд орудиям, и — отправьте их в ад!» Маркус Хаммонд, друг Брэгга, впоследствии говорил, что фраза «немного больше шрапнели» звучит красиво, но Тейлор её не произносил. Майор Блисс из штаба Тейлора вообще отрицал, что генерал что-то говорил Брэггу. По его воспоминаниям, Тейлор находился слишком далеко от Брэгга, и, кроме того, в том бою вообще не использовалась шрапнель. В 1859 году кто-то из тех, кто знал Брэгга, утверждали, что он отправил к Тейлору адъютанта, и генерал передал приказ: «Прикажи ему устроить им ад, будь они прокляты!» (Tell him to give’em hell, God damn 'em!).
Было 17:00, когда полки Переса стали отступать назад к Широкому оврагу. Кавалерия Миньона в это время прорвалась к сальтильоской дороге, но и её атака была отбита. Сражение начало понемногу затихать. На закате мексиканская армия получила «неожиданный» для некоторых приказ отступить в Агуа-Нуэва.

## Последствия
Когда мексиканцы отступили, Тейлор навёл в армии порядок: раненых вывезли в Сальтильо, была доставлена и распределена провизия, четыре иллинойсские роты и две роты миссисипского винтовочного полка были вызваны из Сальтильо, чтобы сменить миссисипский полк Дэвиса. Тейлор приказал бригадному генералу Маршаллу срочно идти к Буэна-Висте с батальоном кентуккийской кавалерии и батареей Прентисса (два 24-фунтовых орудия и две 8-дюймовые гаубицы). Маршалл выполнил приказ и прибыл к Буэна-Висте ночью, после чего армия Тейлора восстановила свою численность, а орудий стало на одно больше, чем перед началом сражения. Кроме того, теперь у Тейлора были орудия более крупного калибра.
Санта-Анна после сражения насчитал в армии 860 офицеров и 9000 рядовых. Их накормили и переформировали, наведя порядок в подразделениях. Вечером прибыл майор Блисс с предложением обмена пленными. Он также предложил прекратить боевые действия. Санта-Анна согласился на обмен, но отказался от перемирия. Официально он объявил, что отступил для того, чтобы выманить Тейлора на ровную местность, где мексиканская кавалерия сможет действовать более эффективно. Однако вскоре стало ясно, что возобновить наступление едва ли удастся, провизия подходит к концу, уже вспыхнула эпидемия дизентерии, а присутствие почти 700 раненых означает опасность других инфекций. 25 февраля военный совет Санта-Анны в Агуа-Нуэва посоветовал отступить. 27 февраля Тейлор вступил с армией в Агуа-Нуэва, но не преследовал Санта-Анну при его отступлении на юг.
Подобно Наполеону, Санта-Анна покинул армию и уехал в столицу. Армия осталась практически без командира. Дивизии и корпуса шли на юг сами по себе, добывая пропитание кто как мог, страдая от дизентерии, тифа и других болезней. Около 3000 человек потеряла армия за время этого марша; в Сан-Луис вернулась примерно половина той армии, что начала марш 28 января.
Санта-Анна объявил сражение победой, наградил всех участвовавших офицеров и издал приказ о 27 повышениях в звании. Два орудия, захваченные мексиканцами при Буэна-Висте, были использованы Санта-Анной в боях против армии Уинфилда Скотта в августе и потеряны в сражении при Контрерас 20 августа.

### Потери
Армия Тейлора при Буэна-Висте насчитывала 4757 человек при 16 орудиях. За два дня сражения было потеряно 756 человек, из них 267 убито, 456 ранено и 23 пропало без вести. Санта-Анна на переговорах сказал Тейлору, что в его распоряжении армия в 20 тысяч человек. В реальности до выступления из Сан-Луиса она насчитывала 21 553 человека, но Санта-Анна оставил в городе всех больных и невооружённых и начал марш, имея 18 тысяч человек. К началу сражения у него оставалось 14 тысяч. Санта-Анна не называл своих потерь, но Тейлор предполагал, что мексиканцы потеряли 1500 или 2000. 294 человека попали в плен. Среди убитых были полковник Франсиско Берра и подполковник Феликс Асофьос. Были ранены генералы Ломбардини и Анхель Гусман.
Среди павших в битве был Генри Клей-младший, третий сын американского государственного деятеля Генри Клея, юрист и политик Арчибальд Йелл, бывший губернатор Арканзаса, и юрист и политик Джон Хардин из штата Иллинойс, политический соперник вига Авраама Линкольна.

### Оценки
Историк Джастин Смит писал, что это сражение было необычным: для американской армии оно началось почти с бегства, а закончилось победой. Генерал Тейлор почти не управлял боем, и даже отдельные его распоряжения были не вполне грамотными, но именно он стал творцом победы: он всегда находился в первых рядах, демонстрируя отчаянную храбрость и энергичность. Победа была достигнута в основном его харизмой и даром воодушевлять людей. Генерал Вул показал себя уверенным, хладнокровным профессионалом. Артиллерия действовала эффективно сверх ожиданий, и генерал Вул писал, что без её поддержки армия не продержалась бы и часа. Хорошо показала себя и мексиканская армия: её офицерский состав был подготовлен слабо, но рядовые стойко переносили тяжелые марши, голод и жажду и уверенно сражались даже под плотным огнём американских орудий. Смит полагал, что если не учитывать мексиканскую кавалерию (которая никак себя не проявила) и принять во внимание разницу в вооружении, снабжении и физическом состоянии армий, то можно сказать, что соотношение сил было почти равным, и при этом сражение свелось почти к ничьей.
Улисс Грант (в то время капитан) писал, что эта победа Тейлора, одержанная исключительно добровольческими частями, никогда ранее не видевшими реального боя, сделала его кандидатом в президенты от партии вигов. В 1848 году он был выдвинут в кандидаты и победил.

### Память
Округ Бьюна-Виста в штате Айова в 1859 году был назван в честь битвы, как и Бьюна-Виста Тауншип в округе Сагино в штате Мичиган, а также населённые пункты Бьюна-Виста (Виргиния), Бьюна-Виста (Орегон), Бьюна-Виста (Нью-Джерси), Бьюна-Виста (Алабама) и Бьюна-Виста (Джорджия).